# Lastrea leptorrhachis
Lastrea leptorrhachis là một loài thực vật có mạch trong họ Thelypteridaceae. Loài này được (Kunze) Liebm. mô tả khoa học đầu tiên năm 1849.